# اسکار پیستوریوس
اسکار پیستوریوس (به آفریکانس: Oscar Pistorius) (زادهٔ ۲۲ نوامبر ۱۹۸۶) معروف به سریعترین انسان بدون پا دونده دو سرعت آفریقای جنوبی است. پیستوریوس که از هر دو پا معلول است، مدال طلای دو ۲۰۰ متر و مدال برنز دو ۱۰۰ متر پارالمپیک آتن در گروه معلولان از یک پا را به‌دست آورده است و بارها رکوردهای جهانی دوهای ۱۰۰ متر، ۲۰۰ متر و ۴۰۰ متر پارالمپیک را شکسته است.
پیستوریوس که با یک پای مصنوعی ساخته شده از فیبر کربن قابل ارتجاع و تیغه مانند (معروف به چیتا) می‌دود، با کسب مدال نقره دو ۴۰۰ متر قهرمانی دو و میدانی آفریقای جنوبی در سال ۲۰۰۷ راه خود را به مسابقات انسان‌های سالم باز کرد. او که شرکت در المپیک پکن را هدف خود قرار داده بود، در ژوئیه ۲۰۰۷ به مسابقات جایزه بزرگ دو و میدانی شفیلد دعوت شد.
هرچند فدراسیون جهانی دو و میدانی پس از تحلیل قابلیت‌های چیتا و استراتژی دویدن پیستوریوس حضور او را در مسابقات رسمی ممنوع کرد، اما پس از شکایت پیستوریوس به دیوان داوری ورزش، در ۱۶ می‌سال ۲۰۰۸ این دادگاه دلایل آی‌ای‌ای‌اف در مورد مزیت غیرمنصفانه چیتا را ناکافی دانست و مجوز شرکت او در مسابقات انسان‌های سالم را صادر کرد.
رکورد دو چهارصد متر پیستوریوس هم‌اکنون ۴۶٫۳۳ ثانیه است، او برای حضور در المپیک آتن بایستی به رکورد ۴۵٫۵۵ ثانیه برسد.

## زندگی شخصی
اسکار پیستوریوس ۲۲ نوامبر ۱۹۸۶ در پرتوریا به‌دنیا آمد. هر دو پای او از زانو به پائین نازک‌نی (استخوان نازک میان مفصل زانو و پاشنه پا) نداشتند.
فقط یازده‌ماهه بود که هِنکِه و شِیلا پدر و مادرش تصمیم هراس‌آور و شجاعت‌بار خود را عملی کردند؛ در یک عمل جراحی پاهای اسکار از زانو به پایین قطع شد و او راه رفتن را با پای مصنوعی آموخت.
اسکار در کودکی به پدرش گفته‌بود که روزی در سوپر ۱۴ (لیگ حرفه‌ای راگبی در زلاند نو، استرالیا و آفریقای جنوبی) بازی خواهد کرد. او با پاهای مصنوعی علاوه بر راگبی در مسابقات واترپولو و تنیس آموزشگاه‌های آفریقای جنوبی هم شرکت کرد.
پیستوریوس از بوئرهای آفریقای جنوبی است و یک‌چهارم از طرف مادربزرگش ایتالیایی است. اسکار هم‌اکنون دانشجوی رشته علوم ورزشی و مدیریت بازرگانی در دانشگاه پرتوریا است و یک برادر بزرگتر به نام کارل و یک خواهر کوچکتر به نام اِمی دارد.

## مسابقات دو
در ژانویه ۲۰۰۴ زانوی راست پیستوریوس در زمین راگبی آسیب دید. پزشکان به او توصیه کردند از چمن به روی پیست برود. او بعد از دو ماه تمرین دو سرعت در یک مسابقه آزاد در استادیوم پیلدیچ پرتوریا شرکت کرد و صد متر را در زمان حیرت‌انگیز ۱۱٫۵۱ دوید.
فقط ۸ ماه بعد پیستوریوس به آتن رفت تا در پارالیمپیک شرکت کند، او در رقابتی سخت با دو دونده آمریکایی مارلون شرلی و برایان فراسور با ۱۱٫۱۶ ثانیه مدال برنز ۱۰۰ متر را به دست آورد و در ۲۰۰متر با شکست هر دو آن‌ها و رکورد ۲۱٫۹۷ ثانیه نخستین معلولی شد که ۲۰۰ متر را در کمتر از ۲۲ ثانیه دویده است. این درحالی بود که پیستوریوس در گروه تی ۴۴ با معلولان از یک پا رقابت می‌کرد.
پیستوریوس مارس ۲۰۰۵ در کنار انسانهای سالم در رقابت‌های قهرمانی آفریقای جنوبی مسابقه داد، به فینال ۴۰۰ متر راه یافت و با ۴۷٫۳۴ ثانیه به مقام ششم رسید. او در سال ۲۰۰۷ در همان مسابقات در شهر دوربان با ۴۶٫۵۶ نایب قهرمان ۴۰۰ متر شد.
او در ماه می‌همان سال در جام جهانی پارالمپیک منچستر دو مدال طلا در ۱۰۰ متر (۱۱٫۲۳ ثانیه) و ۲۰۰ متر (۲۲٫۰۱ ثانیه) به دست آورد.

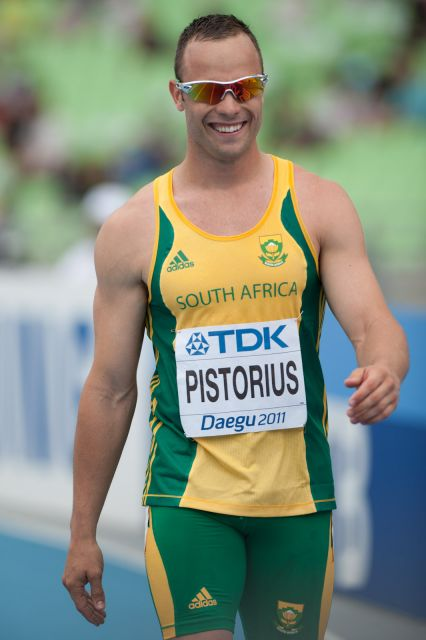

پیستوریوس سال ۲۰۰۶ در آسن، هلند، قهرمانی معلولان جهان سه مدال طلا در ۱۰۰ متر، ۲۰۰ متر و ۴۰۰ متر به‌دست‌آورد، او در نیمه نهایی رکورد ۲۰۰ مترش را با ۲۱٫۶۶ ثانیه شکست. (در فینال ۲۱٫۸۰) و در ۴۰۰ متر با ۴۹٫۴۲ رکورد جدیدی به جا گذاشت. همان‌جا فدراسیون جهانی دو و میدانی از او برای شرکت در جایزه بزرگ هلسینکی (یک مسابقه درجه اول دو و میدانی) دعوت کرد.
پیستوریوس نتوانست در هلسینکی مسابقه دهد، اما در سیزده ژوئیه به رم رفت و در مسابقات گلدن گالا در گروه بی با زمان ۴۶٫۹۰ مدال نقره گرفت، این مسابقه تدارکی برای رقابت اصلیش در شفیلد بود. او دو روز بعد در جایزه بزرگ نورویچ آنیِن دوید. اما هنگام استارت همانند ژرمی وارینر آمریکایی قهرمان المپیک آتن، بر روی پیست خیس لیز خورد و با ۴۷٫۶۵ ثانیه هفتم شد. مسابقه را آنجلو تایلور با ۴۵٫۲۵ ثانیه برد.
پیستوریوس در مارس ۲۰۰۷ برای دومین بار در مسابقات قهرمانی دو و میدانی آفریقای جنوبی شرکت کرد و با ۴۶٫۵۶ نایب قهرمان چهارصد متر شد.
اسکار در آوریل ۲۰۰۷ بالاخره رکورد ۱۰۰ متر مارلون شرلی را شکست. سریعترین انسان بدون پا در مسابقات قهرمانی ناتوانان جسمی آفریقای جنوبی در ژوهانسبورگ صد متر را در ۱۰٫۹۱ ثانیه دوید و رکورد ۲۰۰ متر خود را نیز به ۲۱٫۵۸ ثانیه کاهش داد. اسکار دو مدال طلای دیگر را هم به گردن آویخت؛ در چهارصد متر و چهار در ۱۰۰ متر امدادی.

## پای مصنوعی
پای مصنوعی پیستوریوس چیتا مدل ۳ نام دارد که توسط شرکت ایسلندی اسور (Össur) از الیاف کربن قابل ارتجاع ساخته شده است.
در مورد مزیت ناعادلانه‌ای که پاهای J شکل و تیغه مانندش (Blade) برای او به همراه دارند، جنجال‌هایی زیادی وجود دارد. گفته می‌شود که؛ «تیغه‌های او بلندتر از کف پا هستند و او می‌تواند سطح اصطکاک بالاتری با زمین داشته باشد و گام‌های بلندتری بردارد. آن‌ها انرژی بیشتری را برگشت می‌دهند، بدون آن که خسته شوند و اسید لاکتیکی تولید کنند.»
پیستوریوس و مربیش آمپی لو این ادعاها را رد کرده و از نقایص پای مصنوعی می‌گویند؛ در باران قابلیت ارتجاعی آن‌ها کم می‌شود، در باد به این سو و آن سو حرکت می‌کنند و مهم‌تر از همه به انرژی بیشتری در هنگام استارت نیاز دارند. 
یکی از حامیان پیستوریوس پروفسور رابرت گایلی از استادان دانشگاه میامی است که ادعا می‌کند چیتا بیست درصد انرژی دریافتی را به هدر می‌دهد، یعنی سه برابر پای طبیعی.
اسکار خودش گفته:
«اگر آن‌ها (فدراسیون جهانی) ثابت کنند که من از امتیاز غیرمنصفانه‌ای سود می‌برم، دویدن را کنار خواهم گذاشت. من نمی‌خواهم در سطح اول مسابقه دهم، درحالی که می‌دانم از امتیاز ناعادلانه‌ای برخوردارم.»
بحث‌های مطرح شده در پی حضور پیستوریوس در مسابقات انسان‌های سالم و هراس کارشناسان دو و میدانی از ورود تکنولوژی به ورزش موجب شد که در ژوئن ۲۰۰۷ فدراسیون جهانی دو و میدانی ممنوعیتی را برای مسابقه با «هر وسیله ساخته شده که در آن فنر، چرخ یا هر عنصری که برای کاربر آن امتیازی دربرابر ورزشکاران دیگر ایجاد کند.» در مسابقاتی که زیر نظر این فدراسیون برگزار می‌شود، ایجاد کند.
البته این حکم در مورد پیستوریوس نبود. برای تصمیم‌گیری در مورد این که «آیا چیتا به او امتیاز ناعادلانه‌ای می‌بخشد؟» نمایش او در برابر دوندگان ایتالیایی در رم و مسابقه‌اش در جایزه بزرگ شفیلد به کمک دوربین‌های پیشرفته تحلیل شد.
در رم استراتژی غیرعادی او در گام برداشتن آشکار شد. چیزی که با کمکی که پاهای مصنوعیش به او می‌کنند، قابل توضیح بود.
او ۲۰۰ متر پایانی را بیش از ۱٫۵ ثانیه سریعتر از ۲۰۰ متر ابتدایی دویده بود، در حالی‌که دوندگان ۴۰۰ متر ۲۰۰ متر پایانی را به‌طور میانگین ۲ ثانیه کندتر از ۲۰۰ متر آغازین مسابقه می‌دوند، این موضوع مؤید نظر افرادی بود که عدم پیدایش خستگی و تولید نشدن اسید لاکتیک در چیتا را مزیت بزرگی برای پیستوریوس می‌دانستند.
به سفارش آی‌ای‌ای‌اف در نوامبر ۲۰۰۷ گرت‌پیتر بروگمن دانشمند آلمانی آزمایش بر روی پاهای مصنوعی پیستوریوس را به درخواست فدراسیون بین‌المللی دو و میدانی آغاز کرد. در مطالعه او مشخص شد که پاهای پیستوریوس با دریافت ۲۵٪ انرژی کمتر نسبت به پاهای طبیعی، به سرعت برابر با آن‌ها می‌رسند و چون به جهش عمودی کمتری منجر می‌شوند با ۳۰ درصد فعالیت کمتر بدن را از جا می‌کنند.
در ماه دسامبر سال ۲۰۰۷ بروگمن به روزنامه آلمانی دی وِلت گفت که پیستوریوس از مزیت قابل توجهی نسبت به دوندگان پای مصنوعی برخوردار است.

## جوایز
- نشان برنزین ایکماهانگا(نشان ملی آفریقای جنوبی) در سال ۲۰۰۶: از تابو امبکی رئیس‌جمهور آفریقای جنوبی.
- شخصیت ورزشی سال بی‌بی‌سی؛ یادبود هلن رولیسون در سال ۲۰۰۷: جایزه‌ای که از سوی بخش ورزشی بی‌بی‌سی هر سال به یکی از اشخاصی که در بستری از فلاکت به موفقیتی چشمگیر دست یافته‌اند، اهدا می‌گردد.
- یکی از صد شخصیت تأثیرگذار سال ۲۰۰۸ به انتخاب مجله تایم[۱۱]
- یکی از شش نامزد دریافت جایزه پدیده ورزشی سال ۲۰۰۷ دنیا به انتخاب شورای جوایز ورزشی لائورن: جایزه‌ای که در پایان به لوئیز همیلتون قهرمان بریتانیایی فرمول یک رسید.

## دستگیری به اتهام قتل
اسکار پیستوریوس در فوریه ۲۰۱۳ به اتهام قتل نامزد ۲۹ ساله‌اش به نام استین کمپ، دستگیر شد. وی متهم شد در این حادثه که در ساعت ۳ بامداد ۱۴ فوریه ۲۰۱۳ (روز ولنتاین) در مجتمعی ویلایی در حاشیه شهر پرتوریا روی داد با شلیک به سر و بالاتنه دوست‌دخترش، وی را به قتل رسانده است. اولین جلسه دادگاه این قتل در ۱۵ فوریه برگزار شد و وی تفهیم اتهام شد. محاکمه دادگاهی پیستوریوس در رابطه با این پرونده از مارس ۲۰۱۴ آغاز شد. در بیانیه‌ای که توسط وکیل اسکار پیستوریوس در دادگاه خوانده شد، گفته‌شد که وی دوست دخترش را تصادفاً کشته است؛ ولی دادستان معتقدبود قتل عمد صورت گرفته است، چون پیستوریوس چهار بار شلیک کرده است، و هیچ دلیلی برای اینکه دزد به دستشویی برود و در را قفل کند وجود ندارد. در نهایت اسکار پیستوریوس از اتهام «قتل عمد» تبرئه شد، قاضی دادگاه اسکار پیستوریوس، قهرمان المپیک، اعلام کرد او عامداً مرتکب قتل دوست دخترش نشده است.
سرانجام وی به علت قتل عمد در دادگاه به ۱۳ سال زندان محکوم شد.